# 马西诺维斯孔蒂
马西诺维斯孔蒂（義大利語：Massino Visconti），是意大利诺瓦拉省的一个市镇。总面积6平方公里，人口1142人，人口密度190.3人/平方公里（2009年）。ISTAT代码为003093。